# Saprissa Fútbol Femenino
Maillots
Le Saprissa Fútbol Feminino est un club féminin de football costaricien fondé en 2012 et basé dans la province de San José. C'est la section féminine du Deportivo Saprissa.

## Histoire
Saprissa remporte un premier titre de champion du Costa Rica en 1990, dans le championnat amateur de l'ADEFUFE, qui a précédé le championnat actuel.

### De 2012 à 2019: une équipe dominatrice
Le Saprissa FF décroche son premier titre en 2012, en battant l'Arenal de Coronado en finale aux tirs au but.
Le club reprend la couronne à l'AD Moravia dès la saison suivante et remporte la finale du championnat 2014 en battant 1-0 le champion en titre.
En 2015, Saprissa, emmené par des joueuses comme Katherine Alvarado ou encore la future Bordelaise Melissa Herrera (meilleure buteuse du championnat avec 45 réalisations), domine le championnat de la tête et des épaules. Lors de la finale du tournoi d'ouverture, les Moradas écrasent leurs rivales de l'AD Moravia (5-1, 4-0), puis se montrent tout aussi impitoyables lors du tournoi de clôture en laminant l'Arenal de Coronado (7-0, 3-0).
Le club participe donc au tournoi de l'UNCAF 2016 au Costa Rica, mais échoue en demi-finales face à l'AD Moravia (2-3).
Saprissa domine l'AD Moravia en finale du tournoi de clôture 2017 (1-0, 1-1).
Le Saprissa FF remporte le titre en 2018, en battant le AD Moravia en finale (1-0, 2-0). Ce titre les qualifie pour le tournoi de l'UNCAF 2019 au Nicaragua. Les Saprissistas dominent les champions en titre guatémaltèques de l'Unifut-Rosal aux tirs au but, puis retrouvent les hôtes de l'UNAM Managua, qu'elles avaient battues 2-1 en phase de groupes. Elles l'emportent cette fois-ci 2-0 et décrochent leur premier titre dans la compétition.

### Une perte de vitesse depuis 2019
Saprissa perd la finale du championnat 2019 face au CODEA Alajuelense, puis la finale 2020 face au CS Herediano. En novembre 2021, Saprissa perd la finale du tournoi de clôture face à Alajuelense (2-1, 3-1). Saprissa n'a plus remporté le championnat du Costa Rica depuis l'arrivée dans la compétition de la LD Alajuelense et du CS Herediano. De nombreuses joueuses désignent l'entraîneure, Karol Robles, comme responsable de la baisse des résultats des Moradas.
Le Saprissa FF retrouve la finale du tournoi de l'UNCAF en 2022. La compétition est organisée au Costa Rica et l'adversaire des Violettes en finale n'est autre que leur rival costaricien, la LD Alajuelense, qui l'emporte sur le plus petit des scores (1-0) avec un but de Mia Corbin.

## Palmarès
| Compétitions nationales | Compétitions internationales                                                  |
| - Championnat du Costa Rica (4) : - Champion : 2012, 2014, 2015, 2018. - Vice-champion : 2004, 2016, 2017, 2019, 2020 Cl, 2021 Cl, 2022 Ap. - Coupe du Costa Rica (es) (1) : - Vainqueur : 2024. - Supercoupe du Costa Rica (es) (0) : - Finaliste : 2021. | - Tournoi interclubs de l'UNCAF (1) : - Vainqueur : 2019. - Finaliste : 2022. |

## Rivalités
Le Saprissa FF dispute le Clásico Nacional avec la LD Alajuelense,. Ces derniers reprennent l'équipe de CODEA et le premier clásico est disputé le 5 août 2020.
En 2022, les deux équipes se retrouvent en finale du tournoi de l'UNCAF. Alajuelense l'emporte 1-0 grâce à un but de Mia Corbin.